# 100 meter frisim för damer i simning vid olympiska sommarspelen 2004
Sammanställda resultaten för 100 meter frisim, damer vid de Olympiska sommarspelen 2004.

## Rekord
| Tidigare världsrekord             | Lisbeth Lenton (USA)           | Sydney, Australien | 53,66 | 31 mars 2004      |
| Tidigare olympiskt rekord         | Inge de Bruijn (Nederländerna) | Sydney, Australien | 53,77 | 20 september 2000 |
| Nytt världs- och olympiskt rekord | Jodie Henry (Australien)       | Aten, Grekland     | 53,52 | 18 augusti 2004   |

## Medaljörer
| Guld:                   | Silver:                       | Brons:                |
| Jodie Henry, Australien | Inge de Bruijn, Nederländerna | Natalie Coughlin, USA |

## Resultat
Från de 7 kvalheaten gick de 16 snabbaste tiderna vidare till semifinal.
Från semifinalerna gick de 8 snabbaste tiderna vidare till final.
Alla tider visas i sekunder.

Q kvalificerad till nästa omgång

DNS startade inte.

DSQ markerar diskvalificerad eller utesluten.

### Kval

#### Heat 1
1. Carolina Cerqueda, Andorra 60,38
2. Larissa Inangorore, Burundi 83,90
3. Gloria Koussihouede, Benin 90,90

#### Heat 2
1. Vanessa Garcia, Puerto Rico 57,38
2. Jelena Skalinskaja, Kazakstan 58,56
3. Linda McEachrane, Trinidad och Tobago 58,92
4. Agnese Ozolina, Lettland 59,03
5. Yi-Chieh Sung, Taiwan 59,18
6. Irina Sjlemova, Uzbekistan 59,21
7. Shikha Tandon, Indien 59,70
8. Nicoleta Coica, Moldavien 59,85

#### Heat 3
1. Dominique Diezi, Schweiz 56,67
2. Arlene Semeco, Venezuela 57,04
3. Judith Draxler, Österrike 57,29
4. Hannah Jane Arnett Wilson, Hongkong 57,33
5. Lara Heinz, Luxemburg 57,40
6. Agnes Mutina, Ungern 58,10
7. Angela Chuck, Jamaica 58,33
8. Ragnheidur Ragnarsdottir, Island 58,47

#### Heat 4
1. Hanna Sjtjerba, Vitryssland 56,01 Q
2. Jeanette Ottesen, Danmark 56,17
3. Alison Fitch, Nya Zeeland 56,29
4. Sara Isakovic, Slovenien 56,67
5. Eileen Marie Coparropa Aleman, Panama 57,09
6. Olga Mukomol, Ukraina 57,12
7. Anna Gostomelsky, Israel 57,15
8. Jana Kolukanova, Estland 57,45

#### Heat 5
1. Inge de Bruijn, Nederländerna 54,43 Q
2. Kara Lynn Joyce, USA 54,53 Q
3. Tomoko Nagai, Japan 55,76 Q
4. Marleen Veldhuis, Nederländerna 55,81 Q
5. Josefin Lillhage, Sverige 55,87 Q
6. Johanna Sjöberg, Sverige 56,66
7. Florencia Szigeti, Argentina 56,71
8. Melanie Marshall, Storbritannien DNS

#### Heat 6
1. Malia Metella, Frankrike 55,08 Q
2. Jodie Henry, Australien 55,13 Q
3. Alena Poptjanka, Vitryssland 55,49 Q
4. Franziska van Almsick, Tyskland 55,57 Q
5. Hanna-Maria Seppälä, Finland 56,01 Q
6. Yoon-Ji Ryu, Sydkorea 56,02
7. Rebeca Gusmao, Brasilien 56,26
8. Jiaru Cheng, Kina 56,39

#### Heat 7
1. Natalie Coughlin, USA 54,82 Q
2. Lisbeth Lenton, Australien 54,89 Q
3. Nery Mantey Niangkouara, Grekland 55,12 Q
4. Martina Moravcova, Slovakien 55,17 Q
5. Federica Pellegrini, Italien 55,41 Q
6. Paulina Barzycka, Polen 56,20
7. Jana Myskova, Tjeckien 56,59
8. Yanwei Xu, Kina 56,66

### Semifinaler

#### Heat 1
1. Kara Lynn Joyce, USA 54,81 Q
2. Alena Poptjanka, Vitryssland 54,97 Q
3. Nery Mantey Niangkouara, Grekland 55,02 Q
4. Martina Moravcova, Slovakien 55,08 Q
5. Lisbeth Lenton, Australien55,17
6. Marleen Veldhuis, Nederländerna 55,32
7. Hanna Sjtjerba, Vitryssland 55,67
8. Yoon-Ji Ryu, Sydkorea 55,85

#### Heat 2
1. Jodie Henry, Australien 53,52 Q Världs- och Olympiskt rekord
2. Inge de Bruijn, Nederländerna 54,06 Q
3. Natalie Coughlin, USA 54,37 Q
4. Malia Metella, Frankrike 54,57 Q
5. Federica Pellegrini, Italien 55,30
6. Hanna-Maria Seppälä, Finland 55,59
7. Josefin Lillhage, Sverige 55,76
8. Tomoko Nagai, Japan 56,03

### Final
1. Jodie Henry, Australien 53,84
2. Inge de Bruijn, Nederländerna 54,16
3. Natalie Coughlin, USA 54,40
4. Malia Metella, Frankrike 54,50
5. Kara Lynn Joyce, USA 54,54
6. Nery Mantey Niangkouara, Grekland 54,81
7. Martina Moravcova, Slovakien 55,12
8. Alena Poptjanka, Vitryssland 55,24

## Tidigare vinnare

### OS
- 1896 – 1908: Ingen tävling
- 1912 i Stockholm: Fanny Durack, Australien – 1.22,2
- 1920 i Antwerpen: Ethelda Bleibtrey, USA – 1.13,6
- 1924 i Paris: Ethel Lackie, USA – 1.12,4
- 1928 i Amsterdam: Albina Osipowich, USA – 1.11,0
- 1932 i Los Angeles: Helene Madison, USA – 1.06,8
- 1936 i Berlin: Rik Mastenbroek, Nederländerna – 1.05,9
- 1948 i London: Grete Andersen, Danmark – 1.06,3
- 1952 i Helsingfors: Katalin Szöke, Ungern – 1.06,8
- 1956 i Melbourne: Dawn Fraser, Australien – 1.02,0
- 1960 i Rom: Dawn Fraser, Australien – 1.01,2
- 1964 i Tokyo: Dawn Fraser, Australien – 59,5
- 1968 i Mexico City: Jan Henne, USA – 1.00,0
- 1972 i München: Sandra Nielson, USA – 58,59
- 1976 i Montréal: Kornelia Ender, DDR – 55,65
- 1980 i Moskva: Barbara Krause, DDR – 54,79
- 1984 i Los Angeles: Nancy Hogshead, USA & Carrie Steinseifer, USA – 55,92
- 1988 i Seoul: Kristin Otto, DDR – 54,93
- 1992 i Barcelona: Yong Zhuang, Kina – 54,64
- 1996 i Atlanta: Jing-yi Le, Kina – 54,50
- 2000 i Sydney: Inge de Bruin, Nederländerna – 53,83

### VM
- 1973 i Belgrad: Kornelia Ender, DDR – 57,54
- 1975 i Cali, Colombia: Kornelia Ender, DDR – 56,50
- 1978 i Berlin: Barbara Krause, DDR – 55,68
- 1982 i Guayaquil, Ecuador: Birgit Meineke, DDR – 55,79
- 1986 i Madrid: Kristin Otto, DDR – 55,05
- 1991 i Perth: Nicole Haislett, USA – 55,17
- 1994 i Rom: Jing-yi Le, Kina – 54,01
- 1998 i Perth: Jenny Thompson, USA – 54,95
- 2001 i Fukuoka, Japan: Inge de Bruin, Nederländerna – 54,18
- 2003 i Barcelona: Hanna-Maria Seppälä, Finland – 54,37